# Carlo Perrone (calciatore 8 luglio 1960)
Carlo Perrone (Padova, 8 luglio 1960) è un allenatore di calcio, ex calciatore ed ex giocatore di calcio a 5 italiano tecnico del Virtus Padova, squadra femminile.

## Caratteristiche tecniche
Ala destra, poteva ricoprire anche il ruolo di trequartista.

## Carriera

### Giocatore
Cresciuto calcisticamente nel Padova, società della sua città, venne acquistato dal L.R. Vicenza che, dopo avergli fatto fare un anno di esperienza ad Empoli, lo utilizzò con alterni risultati nei campionati di Serie B e Serie C1. Dopo la sua cessione alla Triestina si ritagliò un proprio spazio nella serie cadetta, militando anche nel Campobasso e nel Bari.

Perrone in azione al Bari nella stagione 1987-1988

Proprio con i pugliesi ottenne una promozione in Serie A e la vittoria della Mitropa Cup nel 1990 (suo il gol vittoria nella finale contro il Genoa) che gli servì da trampolino di lancio per approdare all'Atalanta. Con la società bergamasca disputò quattro stagioni nella massima serie ad alto livello, tanto da essere spesso considerato meritevole di convocazione in nazionale. Esordì anche in Coppa UEFA, collezionando 8 presenze ed un gol nella competizione europea con la maglia neroazzurra. Conclusa la carriera calcistica in Serie A nel Padova, Perrone passò al calcio a 5, giocando fino in età avanzata con il Petrarca nella massima serie nazionale.

### Dirigente
È stato il responsabile degli osservatori del Venezia dal 1997 al 1999 e del Verona dal 1999 al 2001. È stato il direttore sportivo del Südtirol, sfiorando la promozione in Serie C1. Inoltre, per pochi mesi durante la stagione 2001-2002 in Serie C1 ha ricoperto il ruolo di osservatore per il Padova.

### Allenatore
Dopo aver allenato nel settore giovanile del Padova i Giovanissimi nella stagione 2005-2006, ha guidato la formazione Berretti prima e Primavera poi del Cittadella, fino al 2009. Nella stagione 2009-2010 è stato alla guida della Piovese, compagine padovana militante in Eccellenza. Il 15 giugno 2010 diventò assistente tecnico del Novara neopromosso in Serie B, al fianco dell'allenatore Attilio Tesser, con il quale aveva già lavorato nel periodo al Südtirol-Alto Adige.
Successivamente ricoprì il ruolo di allenatore in seconda con Emiliano Mondonico, di allenatore assieme a Giacomo Gattuso e ancora di allenatore in seconda con Alfredo Aglietti.
Nel 2015 diventò l'allenatore delle giovanili della Polisportiva Sacra Famiglia di Padova. Il 10 giugno 2016 tornò a sedere sulla panchina della Piovese, squadra di Piove di Sacco militante in Eccellenza, dopo una prima esperienza nella stagione 2009-2010. Restò alla guida della squadra per due stagioni.
Nella stagione 2018-2019 è stato il tecnico del Giorgione, sempre in Eccellenza. Il 22 ottobre 2020 gli viene affidata la panchina del Castelbaldo Masi, in Eccellenza. Per la stagione 2021-2022 allena la formazione dell'Olhanense nella quarta serie portoghese. 
Nell'estate 2022 raggiunge l'accordo con l'Abano militante in Promozione. Il 1ºMarzo seguente, con la squadra ultima in classifica, viene esonerato.
Nell'estate 2023 diventa l'allenatore della Virtus Padova, squadra femminile militante in Eccellenza.

## Palmarès

### Giocatore

#### Club

##### Competizioni nazionali
- Coppa Italia Serie C: 1

Lanerossi Vicenza: 1981-1982
- Campionato italiano di Serie B: 1

Bari: 1988-1989

##### Competizioni internazionali
- Coppa Mitropa: 1

Bari: 1990